# 22 cm moździerz vz. 28
22 cm Moždíř vz. 28 (także 22 cm Moždíř ON) – czechosłowacki moździerz produkowany przez zakłady Škoda.
Moździerz wzór 1928 kalibru 220 mm był działem wielkiej mocy, przeznaczonym m.in. do ostrzału wrogich fortyfikacji. Transportowany był w trzech częściach (lufa, łoże, podstawa), każda z nich holowana była na przyczepie przez osobny ciągnik. Działo (z pewnymi zmianami konstrukcyjnymi) w okresie międzywojennym znajdowało się na wyposażeniu Wojska Polskiego pod oznaczeniem moździerz 220 mm wzór 32. Moździerze te trafiły także do armii jugosłowiańskiej, gdzie przyjęto je pod oznaczeniem 220 mm M28. Działa „polskie” różniły się od „jugosłowiańskich” m.in. innym typem zamka (śrubowy zamiast klinowego). W trakcie II wojny światowej pewna liczba moździerzy jako zdobycze wojenne znalazła się na wyposażeniu armii niemieckiej i radzieckiej.

## Historia
Projekt moździerza kal. 220 mm powstał w zakładach Škody w latach 20. XX wieku. Zakłady miały doświadczenie w konstrukcji ciężkich dział – Škoda była przodującym producentem ciężkich dział dla armii Austro-Węgier. Wśród produktów wytwórni były już udane moździerze kal. 210 i 305 mm.
Konstrukcyjnie moździerz kal. 220 mm posiadał wiele elementów wspólnych z działem dalekonośnym kal. 149 (m.in. identyczna postawa).
Moździerze kal. 220 mm Škoda zostały zakupione przez dwa państwa: Polskę i Jugosławię. Zdobyczne podczas II wojny światowej egzemplarze znalazły się także na wyposażeniu III Rzeszy i ZSRR. W latach 30. XX wieku zakup tych moździerzy rozważała także Československá armáda, jednakże ostatecznie z zakupu zrezygnowano.

## Opis konstrukcji
Prezentowany opis techniczny dotyczy wariantu moździerza wykorzystywanego przez Wojsko Polskie
Moździerz kal. 220 mm wz. 32 był działem o stałym odrzucie. W konstrukcji zastosowano samowzmocnioną lufę z zamkiem śrubowym, opornik płynowy, powrotnik powietrzny, jednolite podłoże i niezależny celownik. Łoże działa było przystosowane do strzelania pod dużymi kątami podniesienia. Z lewej strony moździerza znajdowały się ręczne pokrętła mechanizmów podniesienia i kierunkowego. Działo mogą prowadzić ogień w zakresie poziomym 360°, zaś podniesienie lufy możliwe było w zakresie od -4° do 75°.
Masa moździerza w pozycji bojowej wynosiła 15 140 kg, zaś samej lufy 4350 kg. Lufa miała długość 4180 mm, z czego długość części gwintowanej to 3261 mm, bruzd lufy było 72.
Transport moździerza odbywał się po rozłożeniu na trzy części. Zainstalowanie moździerza na stanowisku wymagało wcześniejszego wykopania na równym terenie działobitni o wymiarach 3x4x0,5 m, gdzie instalowano podstawę. Na podstawie umieszczano łoże, a na nim za pomocą linociągu umieszczano lufę. Zgodnie z instrukcją instalacja moździerza na stanowisku razem z przygotowaniem wykopu mogła trwać do 5,5 godzin. Demontaż do marszu – do 2,5 godziny. W praktyce w przeciętnych warunkach przygotowanie działa nie zajmowało więcej niż 2,5–3,5 godziny. Obsługę działa stanowiło 17 żołnierzy.
Proces ładowania moździerza do strzału rozpoczynał się otwarciem zamka. Za pomocą specjalnego wózka lub korytka żołnierze obsługi donosili pocisk, który następnie ładowali. Do komory nabojowej ładowano woreczki ładunku miotającego. Po zakończeniu ładowania pocisku następował ruch odwrotny zespołu zamkowego i w chwili ukończenia go podnoszona była zasuwa zapałowa, z której wyrzucany był zużyty zapłonnik. Po wprowadzeniu nowego zapłonnika i nadaniu lufie odpowiedniego kąta działo było gotowe do strzału. Szybkostrzelność działa oceniano w projekcie na 20 strz./godz. Było to praktycznie nieosiągalne. Z trudem uzyskiwano 12 strz./godz.

## Amunicja
Podstawowym rodzajem amunicji były pociski „półpancerne” (przeciwbetonowe). Masa takiego pocisku była równa 128 kg, zaś masa trotylu w pocisku – 7,33 kg. Masa ładunku miotającego, w zależności od potrzeb wahała się od 3,78 do 8,92 kg. Zgodnie z polskimi normami JO wyniosła 9 nabojów.
W latach 1935–1936 w Polsce podjęto decyzję o opracowaniu pocisków z materiałem kruszącym, których można byłoby użyć przeciw sile żywej. Przyczyną tego był brak takiego rodzaju pocisku w ofercie Czechów. Z powodu problemów z prototypami produkcję seryjną przygotowywano dopiero w czerwcu 1939 roku. W grudniu tego samego roku miała być gotowa pierwsza partia 60 sztuk, a w 1940 roku przewidziano wprowadzenie nowych pocisków na wyposażenie Wojska Polskiego. W międzyczasie opracowywano też własne ładunki miotające. Wytwarzały je zakłady amunicyjne w Pionkach.

## Transport moździerza

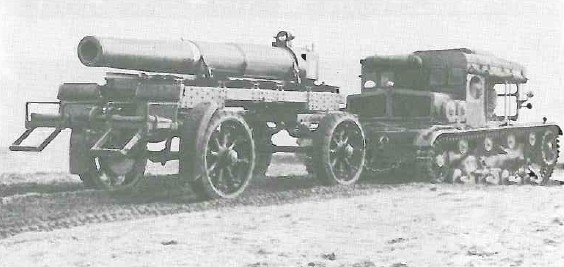
Ciągnik C7P z przyczepą lufy moździerza 220 mm

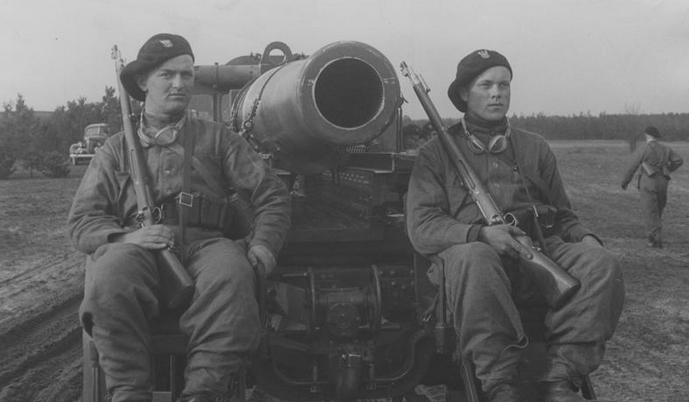
Obsługa siedząca na przyczepie lufy. Taki sposób podróżowania był niebezpieczny oraz niewygodny dla żołnierzy.

Do transportu moździerz 220 mm rozkładany był na trzy elementy (lufa, łoże i podstawa), a do każdego elementu był przypisany jeden ciągnik.
Przyczepa do przewozu lufy składała się z dwóch wózków połączonych kratownicowym łożem pod lufę. Przedni wózek był skrętny, a także wyposażony w dyszel i łańcuchy zabezpieczające. Tylny wózek miał zainstalowany hamulec, a także dwa siedzenia dla żołnierzy obsługi. Jednakże miejsca te nie były bezpieczne, a jazda na nich niewygodna. Najczęściej załogę przewożono innymi pojazdami, w przypadku Wojska Polskiego były to ciężarówki Polski Fiat 621L. Wózki miały koła z ogumieniem w formie masywów gumowych z twardej gumy nalanej jako bieżnik na stalowe koła. Jednakże w przyczepach dla Polski zamontowano inne koła, z ogumieniem pustakowym, nieco szersze i o wyższym profilu. Masa przyczepy z lufą wynosiła 8090 kg.
Podobnie zbudowane były przyczepy kołyski i podstawy. Jednakże w przypadku kołyski łącznikiem pomiędzy wózkami była ona sama. Z wózków podnoszono ją za pomocą czterech lewarów hydraulicznych. Proces załadunku odbywał się analogicznie. Natomiast przyczepa podstawy składała się z dwóch wózków połączonych kratową ramą. Przy zajmowaniu stanowiska ogniowego podstawa była unoszona z podwozia na czterech lewarach, przyczepę odsuwano i podstawę opuszczano do wcześniej przygotowanego wykopu. Masa przyczepy kołyski wraz z kołyską wynosiła 8110 kg, zaś przyczepy podstawy z umiejscowioną na niej podstawą – 8950 kg.
Producent do transportu poszczególnych części moździerza oferował czterokołowy ciągnik artyleryjski Škoda TAR4. Była to czechosłowacka licencyjna przeróbka francuskiego ciągnika Latil TAR. Jednakże była to konstrukcja mocno przestarzała, opracowana jeszcze przed I wojną światową. Ciągnik ten teoretycznie miał spory udźwig (5000 kg), jednak przy takim obciążeniu jego prędkość wynosiła ok. 2,57 km/h.
Ostatecznie Polska zrezygnowała z zakupu ciągników i zdecydowała się na opracowanie własnej konstrukcji (wcześniej rozważano również stworzenie na bazie moździerzy kal. 220 mm artylerii kolejowej). Prace nad nowym gąsienicowym ciągnikiem artyleryjskim rozpoczęto równolegle z pracami nad polską wersją czołgu lekkiego Vickers E (późniejszy 7TP). Pierwsze dwa prototypy nowego ciągnika powstały w roku 1933, oznaczono je kolejno C6P (koła napędowe z przodu) i C6T (koła napędowe z tyłu). Po przeprowadzonych w roku 1934 testach wybrano rozwiązanie z kołami napędowymi z przodu i poddano prototyp dalszym przeróbkom, powstał w ten sposób prototyp ciągnika C7P, który stał się podstawowym ciągnikiem do holowania dział ciężkich w Wojsku Polskim.
W Polsce opracowano też własną przyczepę amunicyjno-sprzętową (nosiła symbol „R”). Była to ciężka, ośmiotonowa, dwuosiowa przyczepa z kołami bliźniaczymi oraz wysokimi burtami z brezentową opończą. Zastosowano normalne opony pneumatyczne. Nośność tej przyczepy wynosiła 8000 kg.

## Użytkownicy i zastosowanie bojowe

### Polska

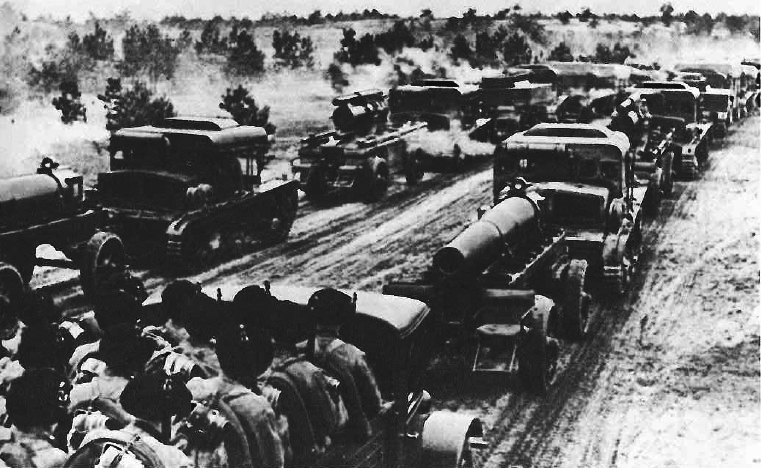
1 Pułk Artylerii Najcięższej podczas przemarszu

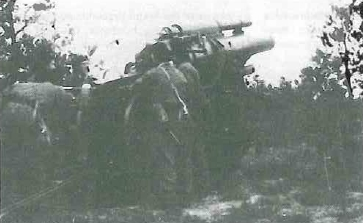
Strzelanie z moździerza 220 mm

W roku 1927 w Polsce podjęto decyzję o zakupie nowoczesnych dział dla artylerii dużego kalibru. Było to podyktowane rozpoczętą przez Niemcy modernizacją starych i budową nowych umocnień w pasie przygranicznym z Polską. W przypadku wojny francusko-niemieckiej, której wybuchu się spodziewano, Wojsko Polskie miało opanować ufortyfikowane Prusy Wschodnie i Pomorze Zachodnie i w tym celu istniała potrzeba posiadania odpowiedniej artylerii. Posiadane w tym czasie działa (nieliczne moździerze wz. 210/8 D.S. kal. 210 mm i armaty dalekosiężne kal. 149,1 mm) były niewystarczające.
W poszukiwaniu nowych dział zapoznano się z konstrukcjami zachodnich przedsiębiorstw: m.in. Bofors, Vickers, Schneider oraz Škoda. Największe zainteresowanie wzbudziła konstrukcja czechosłowackich zakładów Škoda w Pilźnie, dlatego też w roku 1929 specjalna komisja pod przewodnictwem płk. dypl. Emila Krukowicza-Przedrzymirskiego wyjechała do Czech, gdzie wzięła udział w próbach prototypowych dział zakładów Škody: armaty dalekonośnej kal. 149,1 mm oraz moździerza kal 220 mm. Próby objęły pokazy jazdy w terenie i po drogach, instalowanie na stanowiskach oraz strzelanie. Polska okazała zainteresowanie zarówno armatą, jak i moździerzem (początkowo 25 armat kal. 149,1 mm i 14 moździerzy kal. 220 mm), jednakże zażądano wprowadzenia poważnej zmiany. Zamek klinowy miał zostać zamieniony na zamek śrubowy, uznano ten system za właściwszy dla dział tego typu. Jednakże z powodu wybuchu wielkiego kryzysu, a także problemów z opracowaniem zamka śrubowego czasowo zawieszono rozmowy z Czechami. Wobec tego rozważano zakup odpowiednich dział we Francji, jednakże z uwagi na nieudzielenie przez francuski rząd kredytów z tego rozwiązania zrezygnowano.
W roku 1931 zdecydowano, że trzeba kupić 40 dział: 27 moździerzy i 13 armat dalekosiężnych i wznowiono negocjacje. Szczegółowe warunki techniczne dla tych dział sporządzono w roku następnym. Sporządzone warunki wymusiły szereg zmian w konstrukcji moździerza, najważniejszą była wymiana zamka na śrubowy. Škoda odczuła zmniejszenie liczby zamówień z powodu kryzysu, dlatego też szczególnie zależało im na tym zamówieniu i stali się bardziej elastyczni w sprawie zmian konstrukcyjnych. Ostatecznie Czesi nie poradzili sobie z zadaniem opracowania nowego zamka i konstruktorem nowych została francuska firma Schneider.
Umowę na dostawę 27 moździerzy i 2700 pocisków przeciwbetonowych podpisano 7 marca 1933 roku. Cena jednostkowa za kompletny moździerz wyniosła 700 000 zł, jednakże zapłatę miał stanowić polski węgiel. Z zakupu 13 dział dalekonośnych kal. 149,1 mm ostatecznie zrezygnowano. Na początku sierpnia do Pilzna przyjechała polska komisja odbiorcza, która m.in. miała nadzorować produkcję. Podczas produkcji wynikły pewne problemy i łącznie trzeba było wprowadzić ponad sześćdziesiąt różnych poprawek do początkowego projektu. W grudniu 1933 roku wysłano do Polski jeden moździerz (wariant „jugosłowiański” z zamkiem klinowym) do testów, przy okazji przeszkolono żołnierzy 1 Pułku Artylerii Najcięższej, gdzie miały trafić zakupione działa. Testy przeprowadzone w roku następnym wykazały m.in. konieczność zmiany ogumienia kół przyczep.
Pierwsza partia 12 moździerzy dotarła do Polski przed końcem lipca 1935 roku, reszta dotarła przed końcem grudnia. Do służby w Wojsku Polskim przyjęto je pod oznaczeniem moździerz 220 mm wzór 32. Docelową jednostką był 1 Pułk Artylerii Najcięższej stacjonujący w Górze Kalwarii, nadwyżka dział trafiła do składnicy jako zapas mobilizacyjny.
W związku ze zbliżającą się wojną z Niemcami w roku 1939 ogłoszono mobilizację i organizacja pułku uległa przekształceniu z pokojowej na wojenną. 1 Pułk Artylerii Najcięższej wystawił trzy dywizjony moździerzy: (11, 12 i 13 Dywizjon Artylerii Najcięższej). Każdy z dywizjonów miał w swoim składzie trzy baterie po dwa moździerze kal. 220 mm. Zgodnie z planem obronnym „Z” oddziały te miały wejść w skład Armii „Prusy”. Jednakże ze względu na szybkie postępy Niemców zmieniono plany wykorzystania artylerii najcięższej. 11 dywizjon wysłano w rejon Twierdzy Modlin, gdzie zajął stanowiska bojowe. Jednak wkrótce wydany został rozkaz wycofania się na wschód, a potem w kierunku południowym. Dywizjony 12 i 13 miały wejść w skład artylerii Armii „Lublin”, później wycofano je na wschód. Ich moździerzy nie wykorzystano w walce. Część zniszczono, część dostała się w niemieckie i sowieckie ręce.
Moździerze kal. 220 mm bojowo wykorzystano tylko podczas II bitwy pod Tomaszowem Lubelskim. 22 września zajęły stanowiska pod Werechaniami i wspierały ogniem atakującą piechotę. Z uwagi na to, że moździerze strzelały amunicją przeciwbetonową, ich wybuchy miały raczej skutek psychologiczny, a nie bojowy. Jednakże ostrzał zmusił Niemców do wycofania się. 23 września działa 11 dan zajęły nowe stanowiska na południe od Werechań, następnie zwalczały ogniem pododdziały niemieckiej 28 Dywizji Piechoty. Wkrótce Niemcy przeprowadzili kontruderzenie, które spowodowało straty po stronie polskiego dywizjonu. Do końca dnia wystrzelano całą posiadaną amunicję i przystąpiono do niszczenia pojazdów i dział. Wysadzono zamki moździerzy, a drobne elementy rozbijano lub po zdemontowaniu zakopano. Dywizjon już jako słaby pododdział zmotoryzowany wycofał się w rejon Krasnobrodu. W tamtym rejonie jednostka została okrążona i przestała istnieć.

### Jugosławia

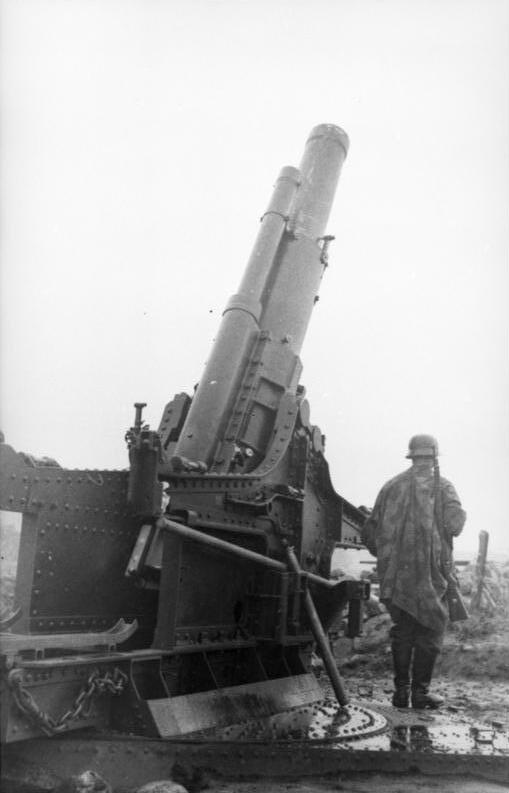
Moździerz kal. 220 mm Škoda w służbie niemieckiej. Rok 1943.

W okresie międzywojennym Jugosławia zakupiła od Czechosłowacji dziesięć (lub dwanaście) moździerzy Škody kal. 220 mm. W przeciwieństwie do moździerzy „polskich” były to działa z oryginalnym zamkiem klinowym. Przyjęto je pod oznaczeniem 220 mm M28.

### III Rzesza
W roku 1939 w czasie kampanii wrześniowej, a także w roku 1941 podczas kampanii bałkańskiej wojska niemieckie zdobyły pewną liczbę ciężkich moździerzy Škody kal. 220 mm. Moździerze „polskie” przyjęto na wyposażenie pod nazwą 22 cm Mrs 538 (p), zaś „jugosłowiańskie” pod nazwą 22 cm Mrs 538 (j).
Zdobyte przez Niemców w Polsce moździerze należały do 11 i 12 dan. Ponadto w ręce niemieckie trafiło także działo wykorzystywane do doświadczeń z Centrum Badań Balistycznych w Zielonce oraz siedem moździerzy znajdujących się w Głównej Składnicy Uzbrojenia nr 2 w Stawach.
Zdobyte w Polsce moździerze przetransportowano do Norwegii, gdzie służyły jako działa artylerii nadbrzeżnej:
- bateria 47/977 Heeresküstenbatterie w Kroken uzbrojona w 3 sztuki 22 cm Mrs. 538 (p) w 1941;
- bateria 47/977 Heeresküstenbatterie w Hetlefloten uzbrojona w 3 sztuki 22 cm Mrs. 538 (p) w 1941;
- bateria 6/975 Heeresküstenbatterie w Klinga uzbrojona w 3 sztuki 22 cm Mrs. 538 (p) w latach 1941–1942;
- bateria 4/974 Heeresküstenbatterie w Reitan uzbrojona w 3 sztuki 22 cm Mrs. 538 (p) w latach 1941–1942.

### ZSRR
W roku 1939, podczas kampanii w Polsce Armia Czerwona zdobyła siedem ciężkich moździerzy wz. 32. Sześć z nich pochodziło z 13 dan, który 19 września 1939 roku podczas przemarszu w kierunku na Żurawno został zaatakowany przez oddział czerwonoarmistów i kapitulował. Zdobyte w Polsce moździerze Sowieci wykorzystali podczas wojny zimowej do ostrzeliwania Linii Mannerheima.

## Zachowane egzemplarze
Jak dotąd nie odnaleziono żadnego egzemplarza moździerza kal. 220 mm Škoda. Natomiast w 2013 na terenie Norwegii, na głębokości 5 metrów na dnie jeziora górskiego Jernvatne znaleziono cztery lawety do przewozu moździerzy oraz jeden pojazd amunicyjny. Pojazdy te zostały po kampanii wrześniowej wywiezione przez Niemców wraz ze zdobycznymi moździerzami do Norwegii, a po ustawieniu dział na docelowych stanowiskach prawdopodobnie porzucone na plaży przy jeziorze.
Polskie MSZ poprosiło o wydobycie pojazdów i po ewentualnym sukcesie zwrot części z nich do Polski, jako eksponaty muzealne. W zimie, kiedy opada poziom wody one były nawet widoczne, jednakże wtedy niemożliwe stawało się ich przetransportowanie, dlatego też norweskie siły zbrojne postanowiły przeprowadzić operację wydobycia w lecie. Po niepowodzeniu akcji latem 2013, gdy poziom wody w jeziorze był zbyt niski, ostatecznie wydobyto je w lecie 2014. Pojazdy planowano przekazać do zbiorów Muzeum Wojsk Lądowych w Bydgoszczy oraz Muzeum Wojny w Narviku.